# Diocesi di Troina
La diocesi di Troina (in latino Dioecesis Troyniensis) è una sede soppressa e sede titolare della Chiesa cattolica.

## Storia
Sono scarne le notizie circa la diocesi di Troina.
Troina fu uno dei primi paesi a essere liberati dagli Arabi da parte dei Normanni guidati dal Gran conte Ruggero, che la scelsero come residenza della corte e avamposto della conquista di tutta l'isola. Nel 1082 diedero alla stessa Troina la sede vescovile. Primo vescovo fu Roberto, cugino del granconte Ruggero, che tra il 1065 ed il 1078 fece costruire la cattedrale.
Secondo la tradizione celebrò una Messa nella cattedrale di Troina anche papa Urbano II, recatosi in Sicilia per richiedere l'aiuto dei Normanni, i quali furono compensati con lo speciale privilegio dell'Apostolica legazia, ovvero il potere dato ai re di Sicilia di nominare direttamente i vescovi siciliani.
Con il declino normanno la sede vescovile fu spostata a Messina.
Nel XVIII secolo il ceto patrizio che governa la città, con l'appoggio del clero, provò a rimpossessarsi del titolo vescovile. Ci fu una contesa tra Troina e Nicosia, ma a spuntarla fu quest'ultima.
Dal 1969 Troina è annoverata tra le sedi vescovili titolari della Chiesa cattolica; dal 1º settembre 2017 il vescovo titolare è Sebastian Vaniyapurackal, vescovo della curia arcivescovile maggiore della Chiesa cattolica siro-malabarese.

## Cronotassi

### Vescovi
- Roberto † (1082 - 1096 trasferisce la sede a Messina)

### Vescovi titolari
- Stefano Ferrando, S.D.B. † (26 giugno 1969 - 21 giugno 1978 deceduto)
- Bonifatius Haushiku, I.C.P. † (15 novembre 1978 - 14 marzo 1994 nominato arcivescovo di Windhoek)
- José Octavio Ruiz Arenas (8 marzo 1996 - 16 luglio 2002 nominato vescovo di Villavicencio)
- Raúl Martín (1º marzo 2006 - 24 settembre 2013 nominato vescovo di Santa Rosa)
- Sebastian Vaniyapurackal, dal 1º settembre 2017